# سرمایه‌گذاری والدین

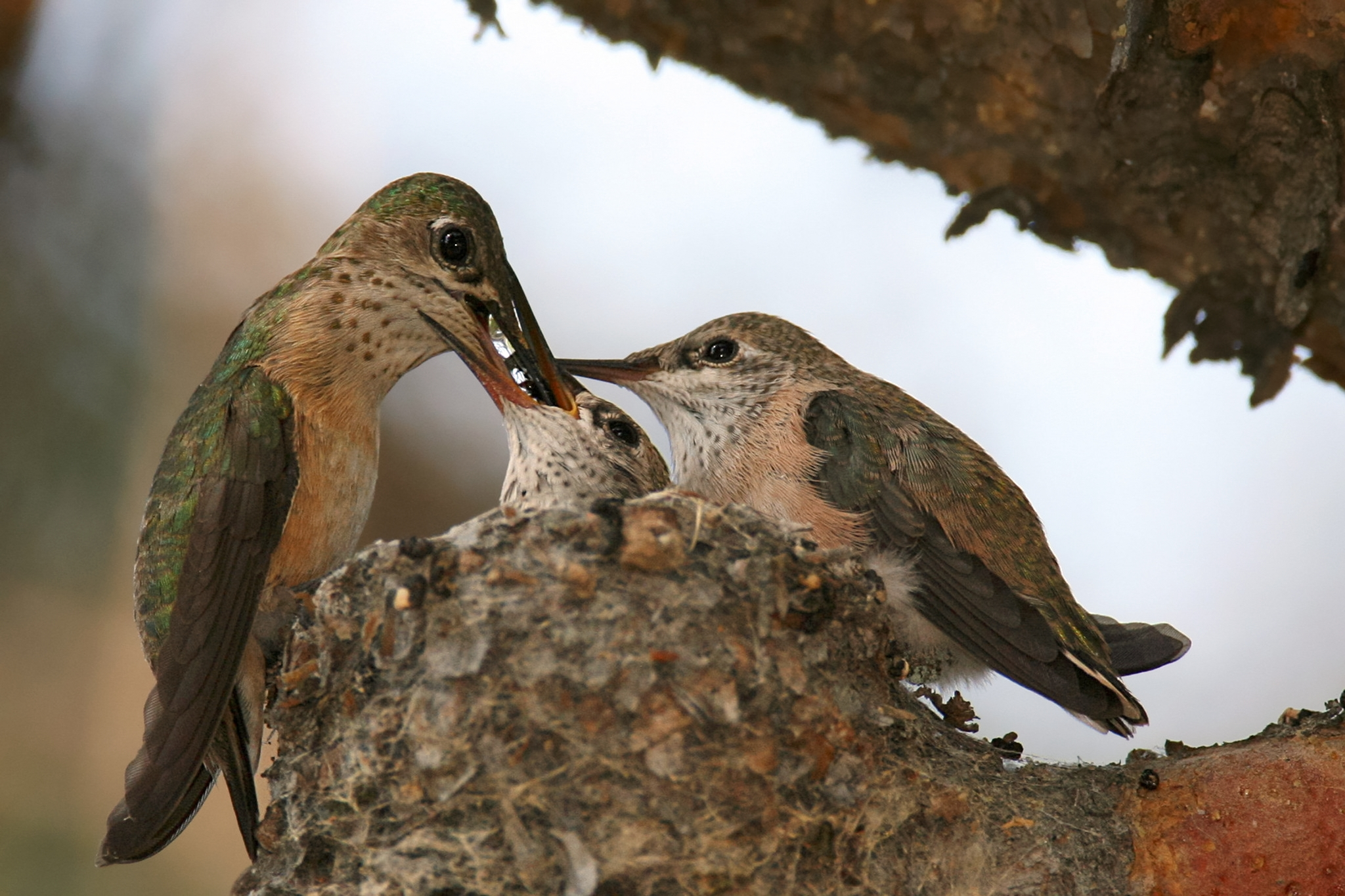
مرغ مگس کالیوپ ماده که به جوجه‌هایش غذا می‌دهد.

سرمایه‌گذاری والدین (به انگلیسی:Parental investment)، در زیست‌شناسی تکاملی و روان‌شناسی تکاملی، هر گونه هزینه‌ای از والدین (مثلاً زمان، انرژی، منابع) می‌باشد که به نفع فرزندان است. سرمایه‌گذاری والدین ممکن است توسط هر دو جنس نر و ماده (مراقبت دو والدینی)، ماده به تنهایی (مراقبت انحصاری مادر) یا نر به تنهایی (مراقبت انحصاری پدر) انجام شود. مراقبت را می‌توان در هر مرحله از زندگی فرزندان، از قبل از تولد (به عنوان مثال نگهبانی از تخم جوجه کشی در پرندگان، و تغذیه جفت در پستانداران) تا پس از تولد (به عنوان مثال تهیه غذا و حفاظت از فرزندان) ارائه کرد.
نظریه سرمایه‌گذاری والدین، اصطلاحی که رابرت ترایورز در سال ۱۹۷۲ میلادی ابداع کرد، پیش‌بینی می‌کند که جنسیتی که بیشتر روی فرزندان خود سرمایه‌گذاری می‌کند در انتخاب همسر انتخابی‌تر خواهد بود و جنسیتی که کمتر سرمایه‌گذاری می‌کند، رقابت درون جنسی برای دسترسی به همسر خواهد داشت. این نظریه در توضیح تفاوت‌های جنسی در انتخاب جنسی و ترجیحات جفت جنسی، در سراسر قلمرو جانوران و در انسان‌ها تأثیرگذار بوده‌است.

## نگارخانه
- یک مارمولک ماده که از تخم‌های خود در برابر مار تخم‌خوار دفاع می‌کند.

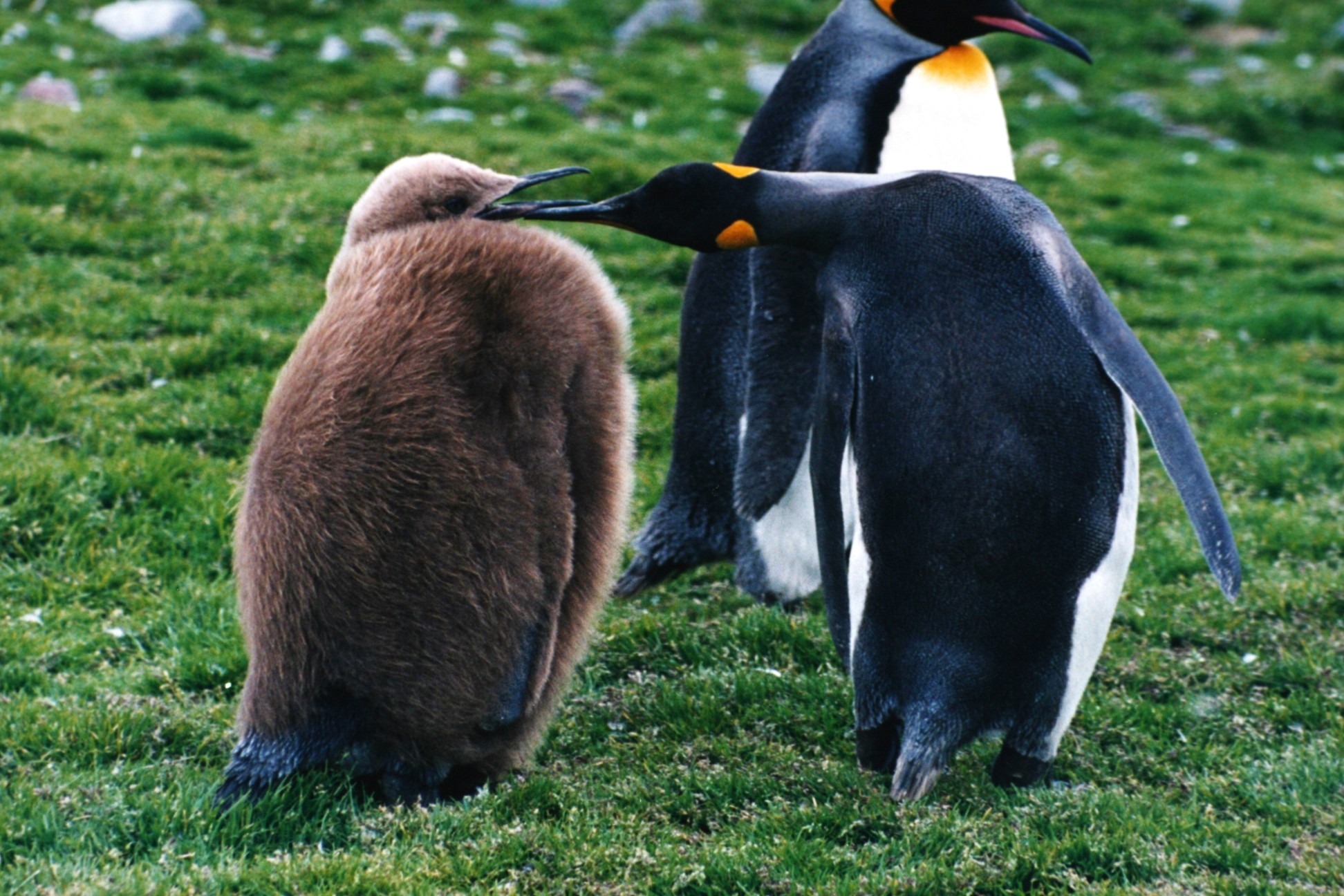
شاه پنگوئن و جوجه‌اش
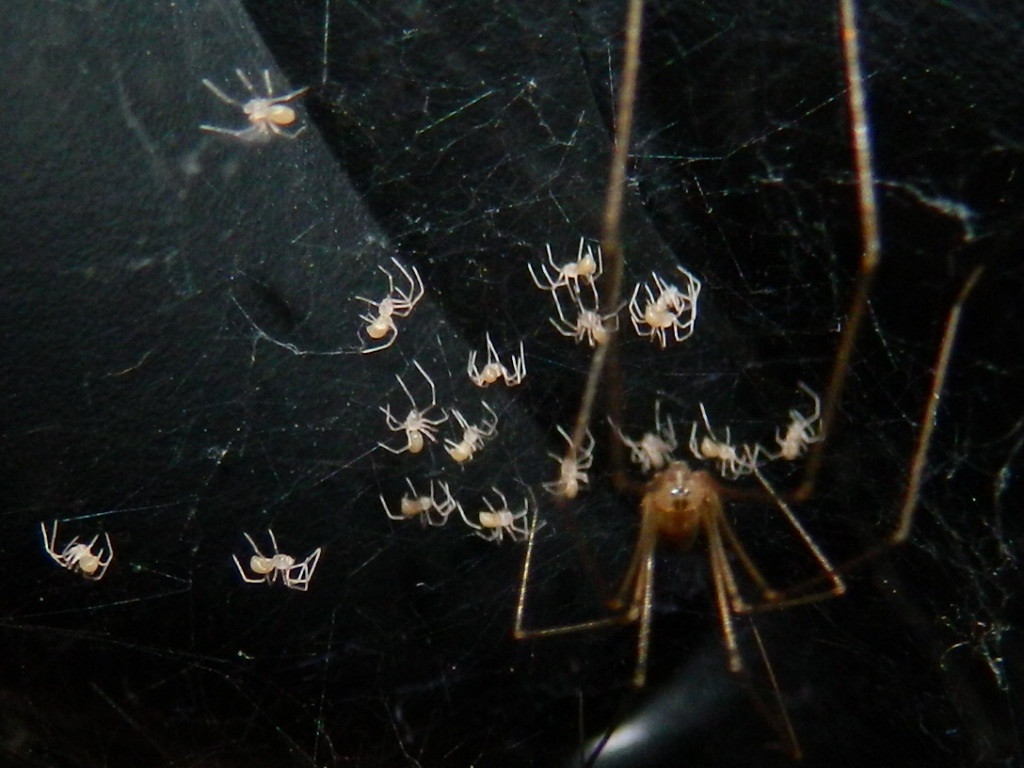
عنکبوت بابا لنگ‌درازی که از زادگان خود دفاع می‌کند.
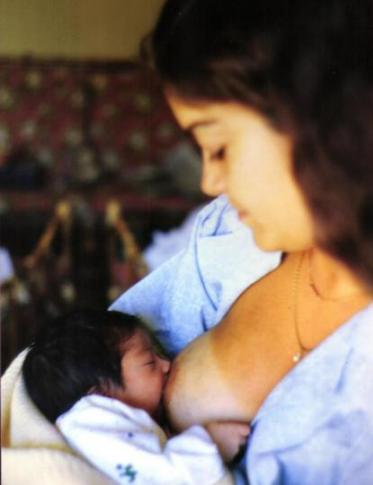
مادر انسانی که در حال شیر دادن به فرزندش است.
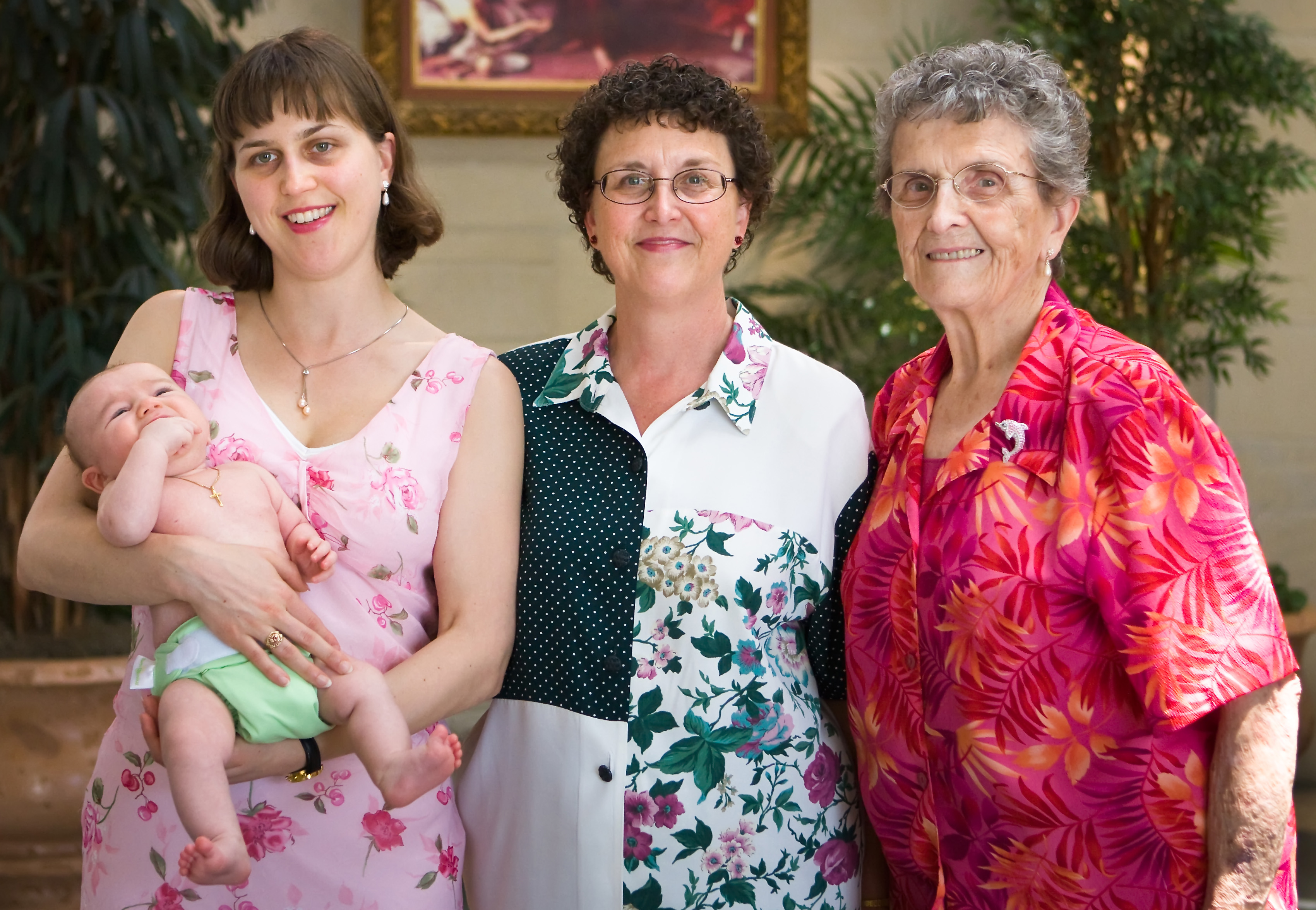
یک نوزاد، مادر، مادربزرگ و مادر مادربزرگ. در انسان‌ها، پدربزرگ‌ها و مادربزرگ‌ها اغلب به تربیت کودک کمک می‌کنند.